# Rhonson
Rhonson is een historisch Frans motorfietsmerk, gevestigd in Lyon. Rhonson produceerde van 1952 tot 1958 lichte motorfietsen met 124 cc tweetaktmotoren. In 1959 werd het bedrijf onderdeel van VAP.
De bedrijfsnaam is samengesteld uit de beginletters van de rivieren Rhône en Saone, die te Lyon samenvloeien.